# 韋德冰隆
69°1′S 67°5′W / 69.017°S 67.083°W
韋德冰隆（英語：Wade Ice Rise），是南極洲的冰隆，位於法利埃海岸，處於特賴雲峰西北面15公里，由美國探險隊拍攝空中照片，現時由南極條約體系管理。